# Anjos Principados

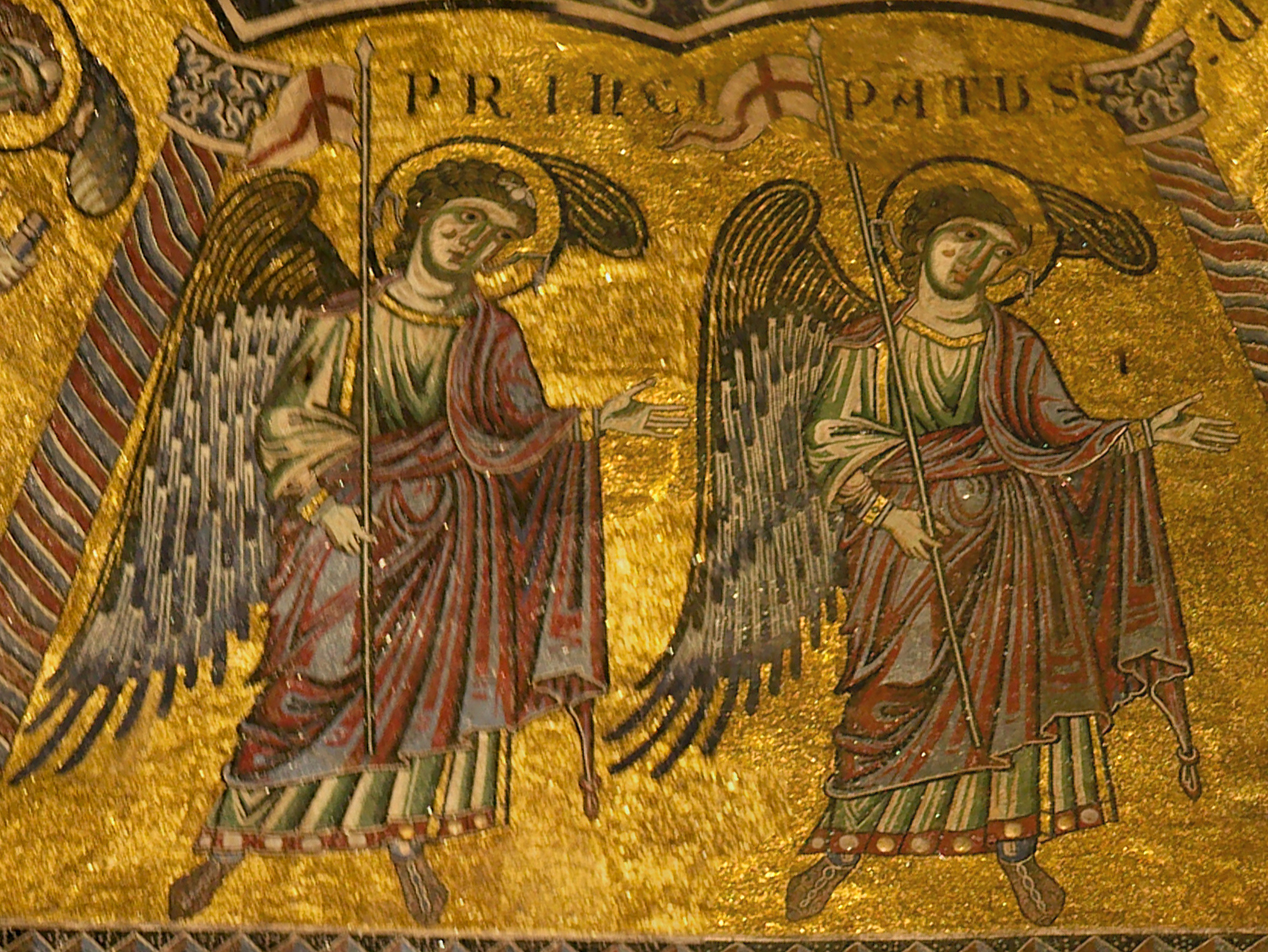
Ícone do Anjos Principados

Os Principados segundo os teólogos: Santo Tomás de Aquino e Pseudo-Dionísio Areopagita são um dos nove tipo de anjos, eles protegem nações, igrejas locais, cidades e arquidioceses

## Segundo Pseudo-Dionísio

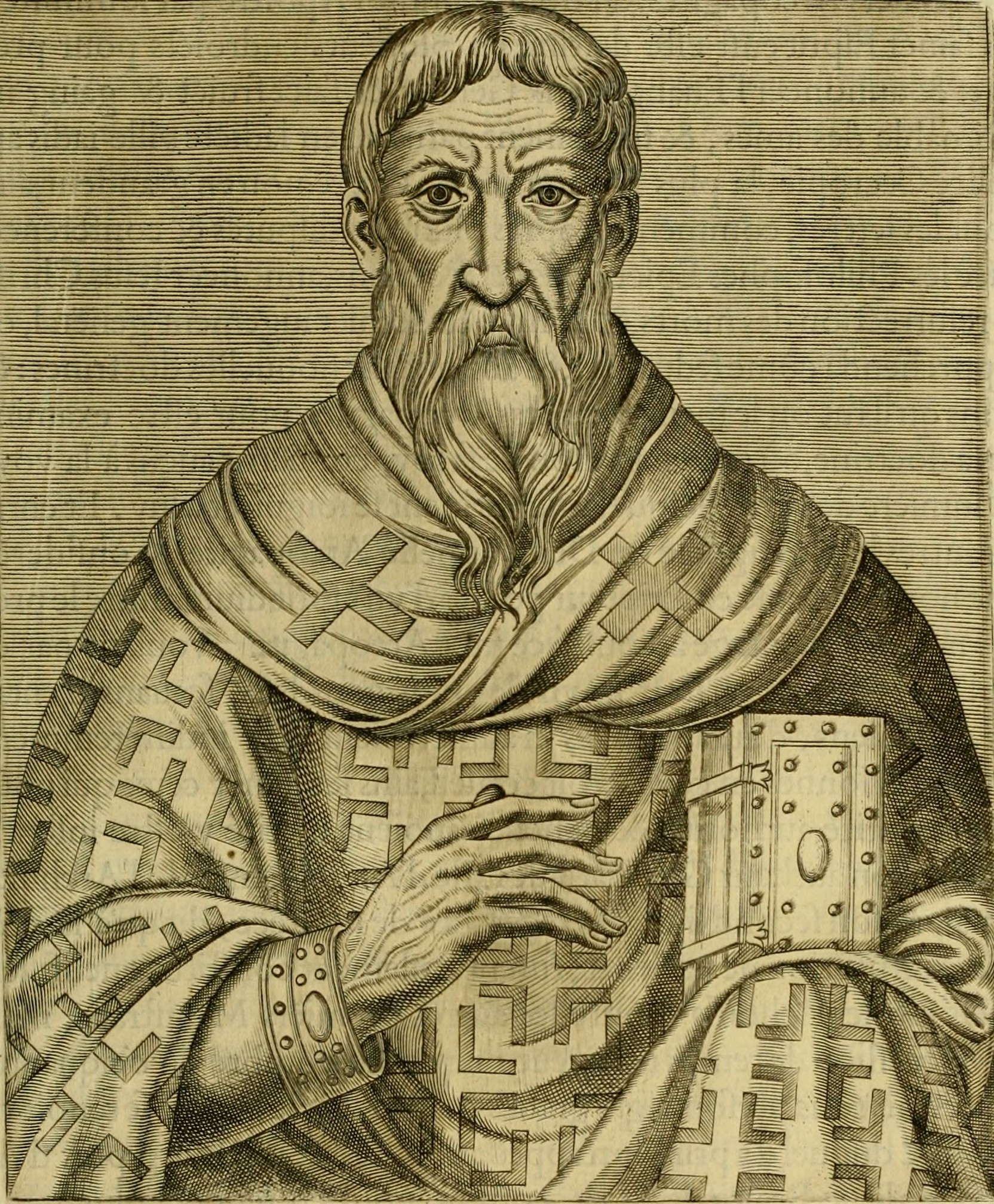
Ícone de Pseudo-Dionísio

Na obra a Hierarquia Angelical no Capítulo 9 Pseudo-Dionísio escreve:
O nome dos supramundanos Principados significa que eles possuem uma faculdade de comandar e de governar como a aplicação, com a harmonia sagrada da mais alta conveniência em um sublime império; de eles mesmos se voltarem total mente e guiarem com autoridade os outros para o supraprinci amigo principado; de se modelarem, na medida em que lhes é apresentado permitido, sobre esse principado efetuador dos principados e de manifestar esse princípio suprassubstancial de harmonia através da maravilhosa disposição de suas forças de principados.
Santo Tomás de Aquino confirma essa hierarquia na sua obra Suma Teologica na questão 108.

## Na Bíblia

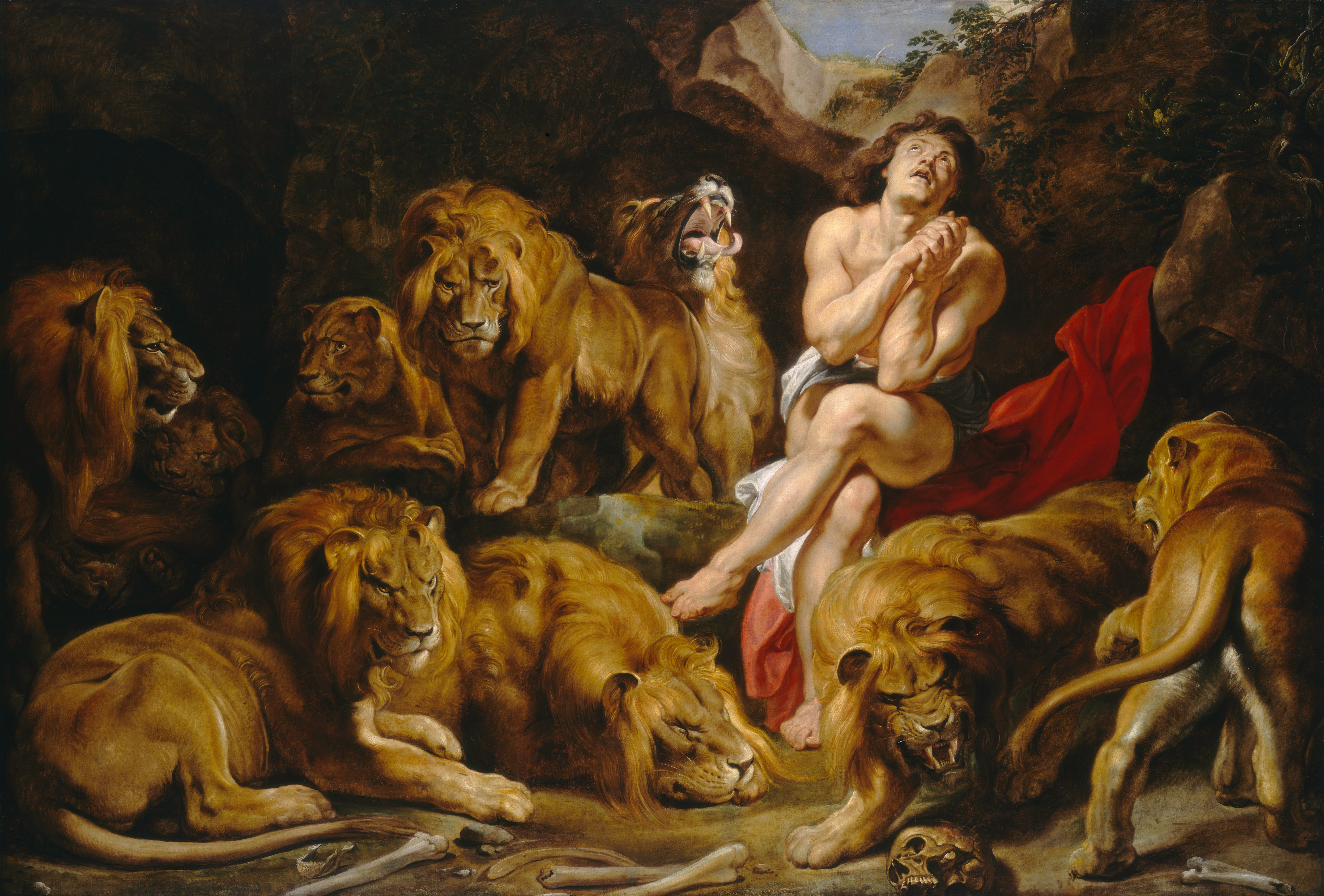
Daniel na cova dos leões

No Antigo Testamento os Principados são confirmados em Daniel 10:13:
O chefe do reino persa resistiu-me durante vinte e um dias; porém, Miguel, um dos principais chefes, veio em meu socorro. Permaneci assim ao lado dos reis da Pérsia.
Muitos protestantes exclamam que se tratam de demônios que governam o território mundial espiritual porém essa teoria é falha pois o Arcanjo Miguel também é um Príncipe porém de Israel. O motivo de o anjo da guarda da Pérsia ataca por 21 dias o Arcanjo Gabriel e o simples fato de não ser onisciente logo ele não sabia o porquê ele está lá além de ele poderia pensar que era um demônio fingindo ser um anjo (2 Coríntios 11:14). Algo semelhante acontece em Daniel 10:20 aonde o Arcanjo Gabriel revela a vinda do príncipe da Grécia ou seja a Grécia dominando a Pérsia.

## No Novo Testamento

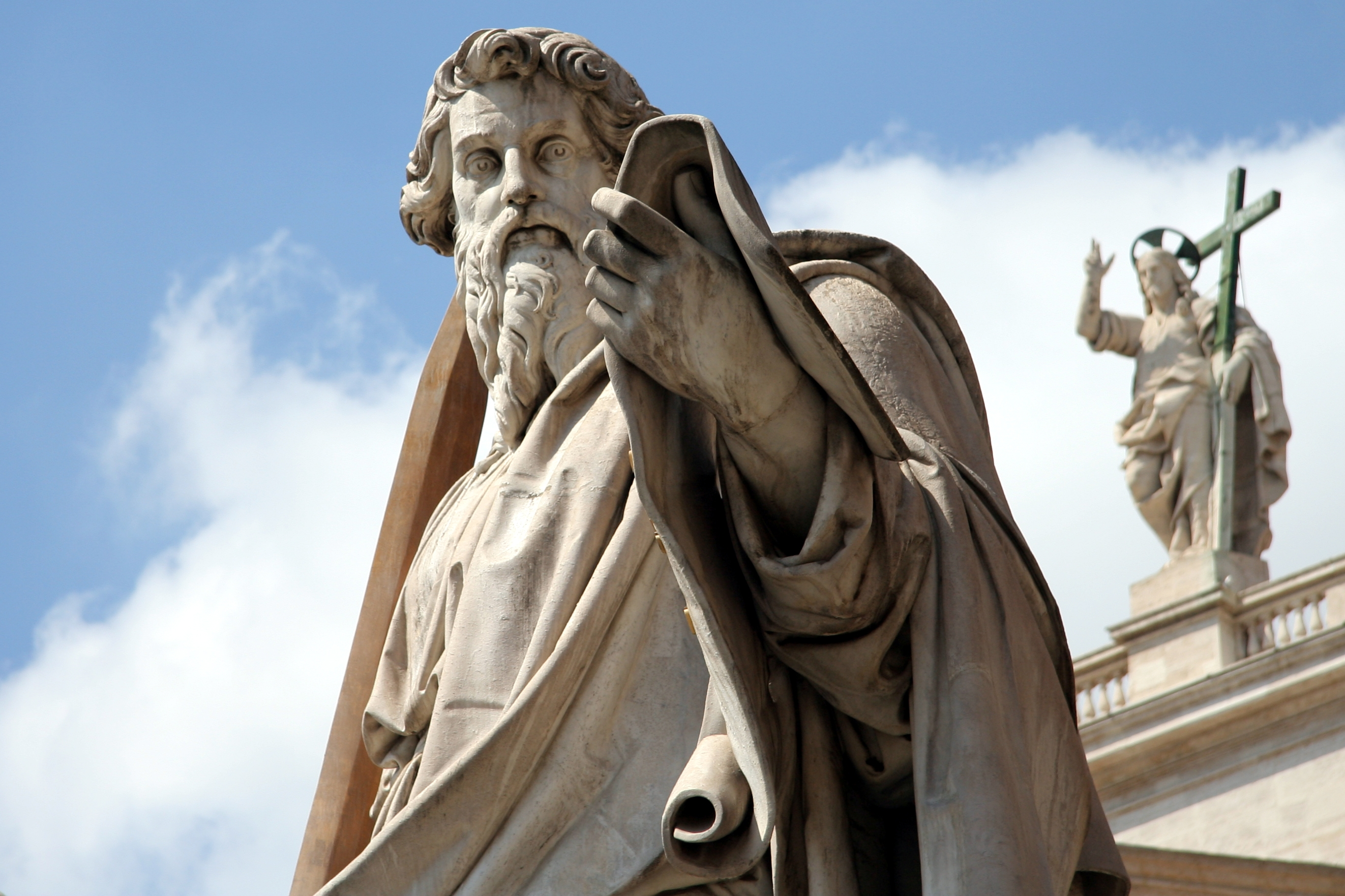
Estátua de São Paulo no Vaticano na basílica de São Pedro

O Novo Testamento foi o que realmente inspirou Pseudo-Dionísio de formular os anjos principados. Em passagens como:
Efésios 1:20-21:
Ele manifestou na pessoa de Cristo, ressuscitando-o dos mortos e fazendo-o sentar à sua direita no céu,acima de todo principado, potestade, virtude, dominação e de todo nome que possa haver neste mundo como no futuro.
Colossenses 1:16:
Nele foram criadas todas as coisas nos céus e na terra, as criaturas visíveis e as invisíveis. Tronos, dominações, principados, potestades: tudo foi criado por ele e para ele.

## Aparições Significativas

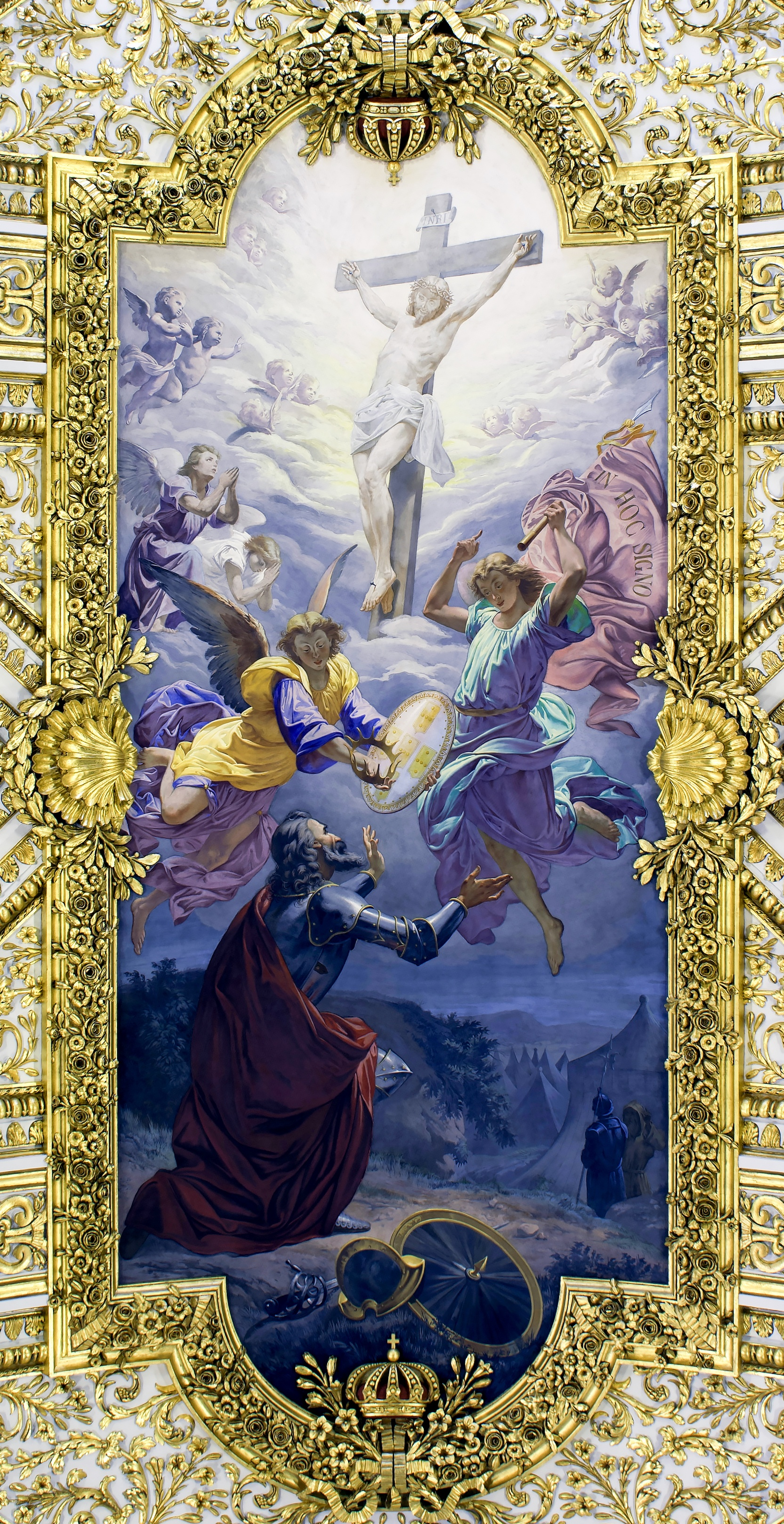
O Milagre na batalha de Ourique

O Principado protetor de Portugal apareceu a Venerável Irmã Lúcia a mais importante pastorinha de Fátima, anjo lhe apareceu três vezes e se autoproclamou o: "Anjo da Paz, o Anjo de Portugal".
O anjo ensinou lhe duas orações conhecias como "Orações do anjo" Além de diversas outras aparições como na Batalha de Ourique que ajudou a vitória de D. Afonso Henriques.

## No Catolicismo

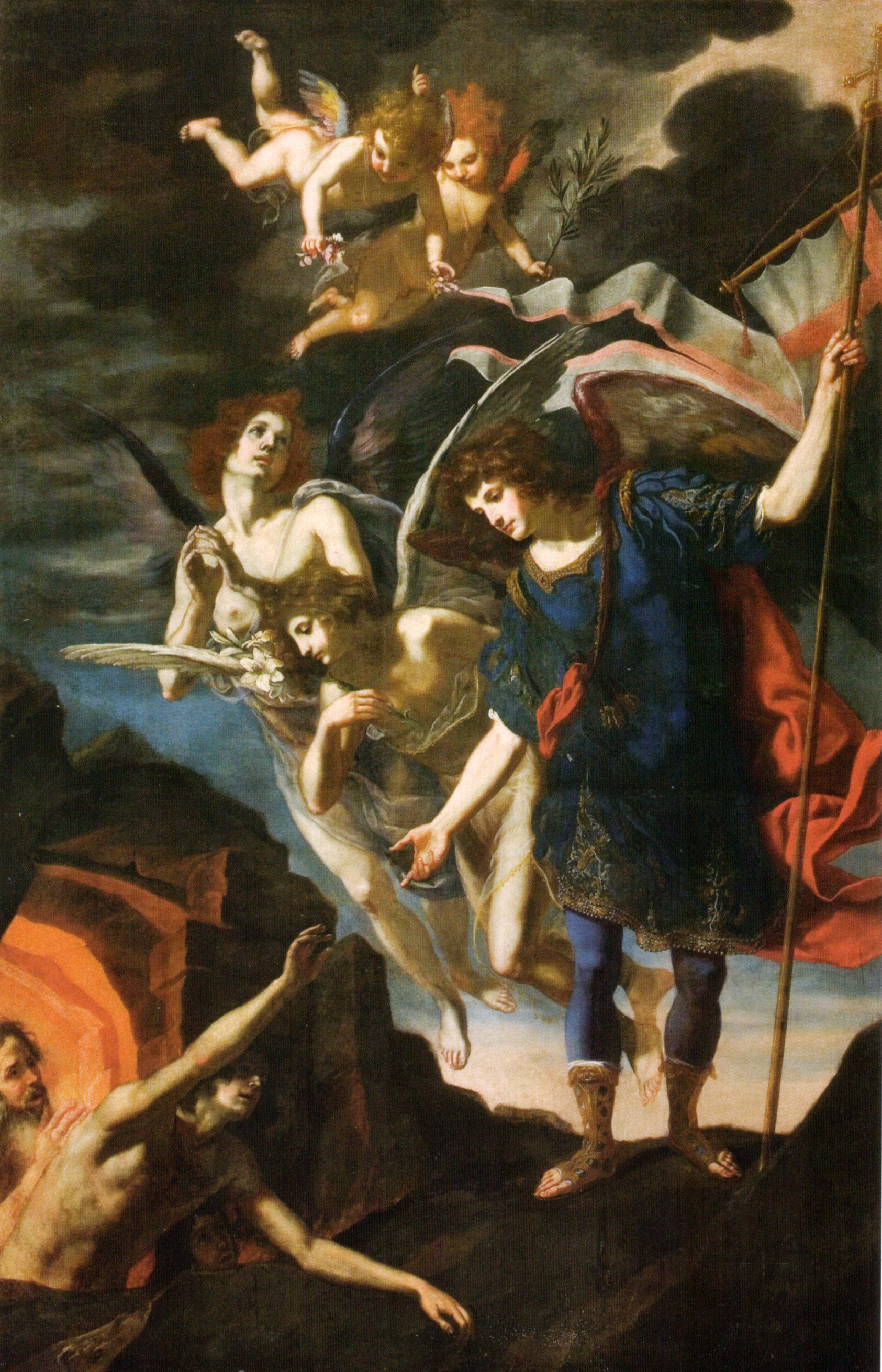
Arcanjo Miguel tentando salvar almas no purgatório, por Jacopo Vignali, século XVII.

No Catolicismo, São Miguel Arcanjo era o Padroeiro de antiga Israel com base de texto como:
Êxodo 23:20-23: 

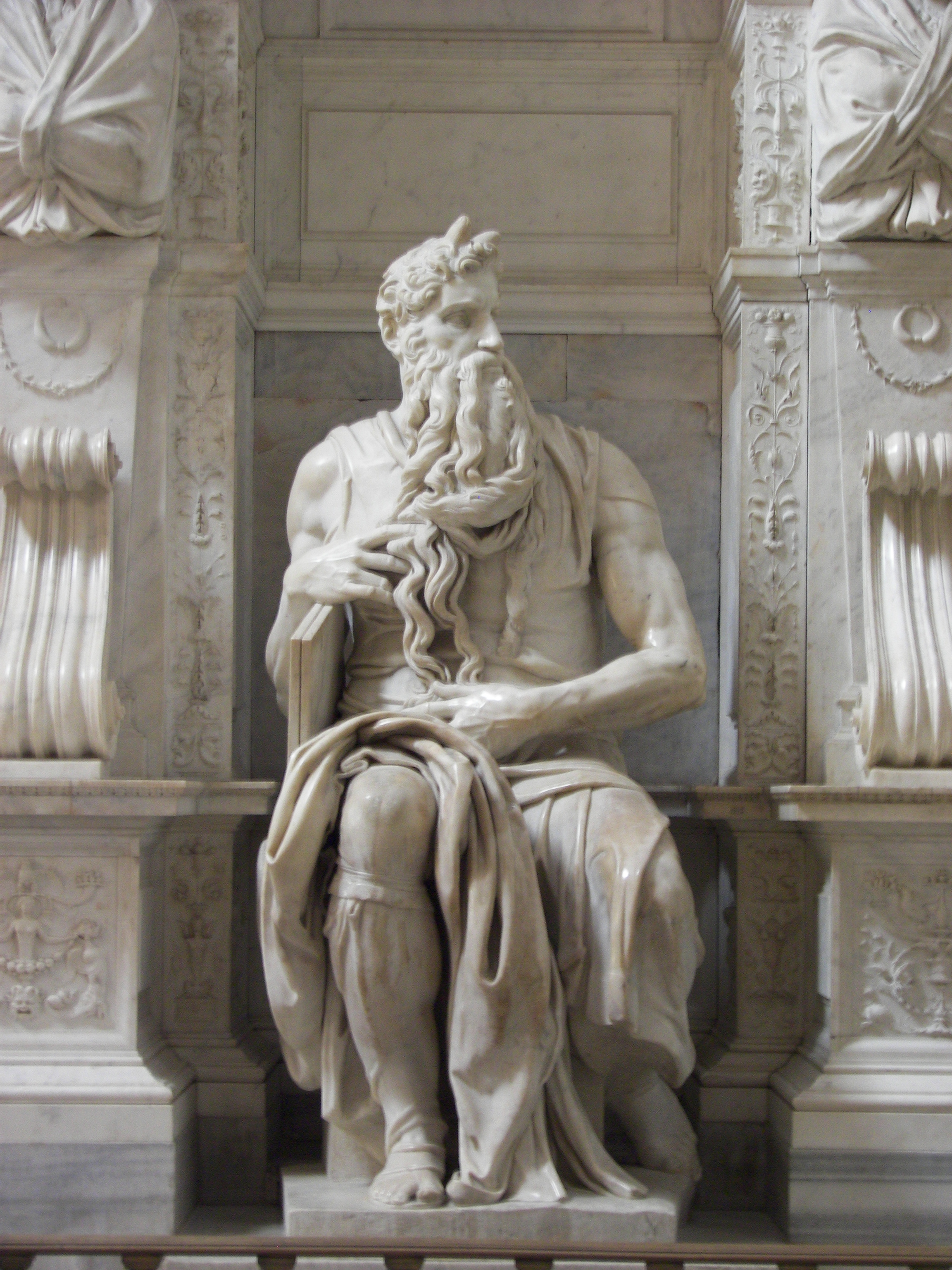
Moisés por Michelangelo em San Pietro, Vincoli,Roma

“Vou enviar um anjo adiante de ti para te proteger no caminho e para te conduzir ao lugar que te preparei.Está de sobreaviso em sua presença, e ouve o que ele te diz. Não lhe resistas, pois ele não te perdoaria tua falta, porque meu nome está nele. Mas, se lhe obedeceres pontualmente, se fizeres tudo o que eu te disser, serei o inimigo dos teus inimigos, e o adversário dos teus adversários. Porque meu anjo marchará adiante de ti e te conduzirá entre os amorreus, os hiteus, os ferezeus, os cananeus, os heveus e os jebuseus, que exterminarei.
Enquanto os Israelitas se preparavam para lutar pela conquista da terra prometida após a morte de Santo Moisés, São Miguel apareceu a Santo Josué enquanto eles estavam a guerrear pela terra se declarando o "Príncipe dos exércitos de Deus"
Josué 5:13-16:

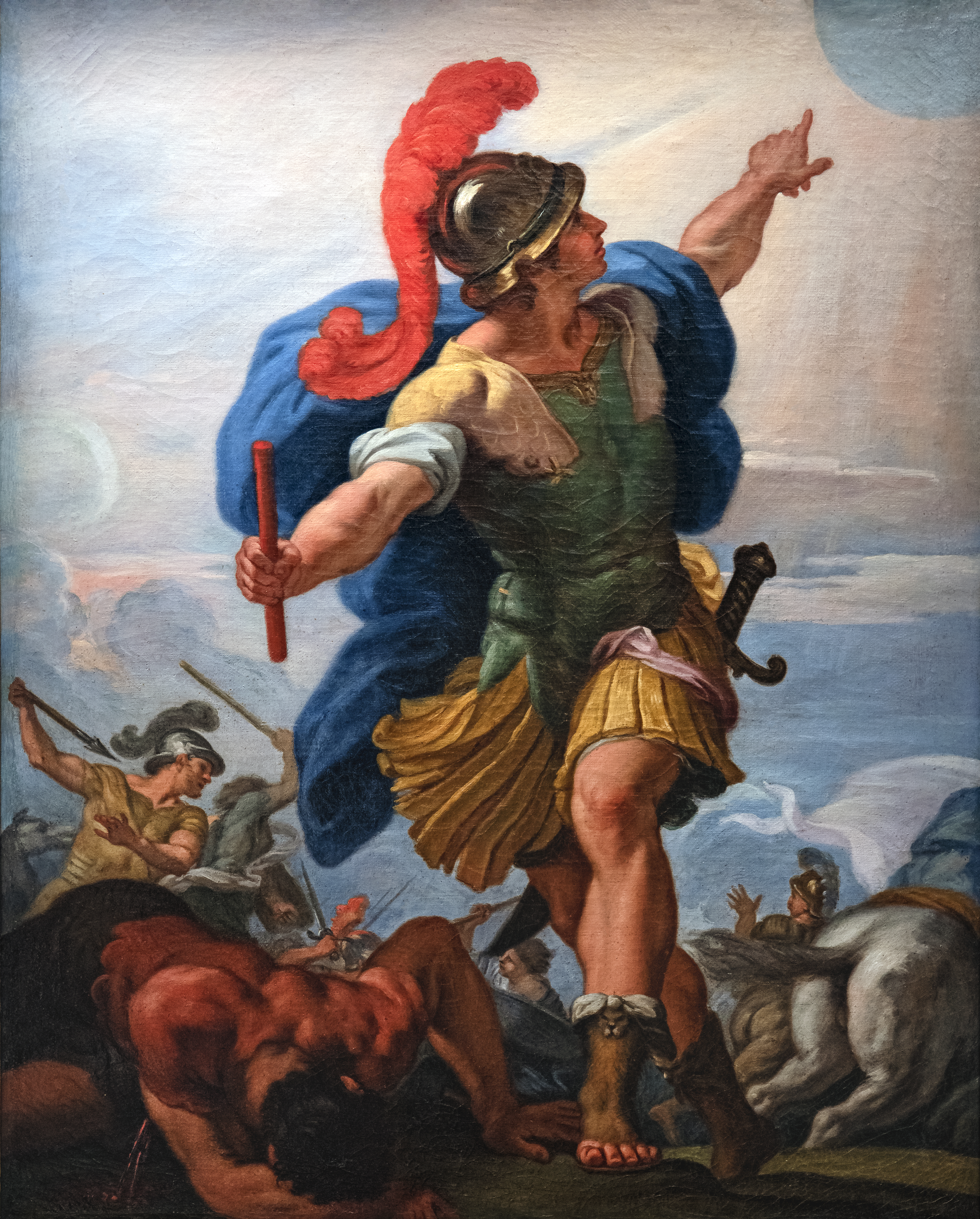
Josué por Carlos Maratta

Josué encontrava-se nas proximidades de Jericó. Levantando os olhos, viu diante de si um homem de pé, com uma espada desembainhada na mão. Josué foi contra ele: “És dos nossos – disse ele – ou dos nossos inimigos?”. Ele respondeu: “Não! Venho como chefe do exército do Senhor”.Josué prostrou-se com o rosto por terra e disse-lhe: “Que ordena o meu Senhor a seu servo?”. Josué prostrou-se com o rosto por terra e disse-lhe: “Que ordena o meu Senhor a seu servo?”. E o chefe dos exércitos do Senhor respondeu: "tire o calçado dos teus pés pois o lugar em que te encontras é santo. Assim fez Josué.
Atualmente São Miguel é considerado o Padroeiro do: Vaticano, Igreja Católica Apostólica Romana, França, Alemanha, Bruxelas, Ucrânia e Kiev

Brasão de Kiev

Brasão de são Miguel